# Sathria internitalis
Sathria internitalis là một loài bướm đêm trong họ Crambidae.